# Чемпіонат світу зі спортивної гімнастики 2009

Чемпіонат світу зі спортивної гімнастики 2009 відбувся в Лондоні 12 — 18 жовтня 2009 року.

## Медальний залік
| Місце | Країна          | Золото | Срібло | Бронза | Загалом |
| ----- | --------------- | ------ | ------ | ------ | ------- |
| 1     | КНР             | 6      | 2      | 1      | 9       |
| 2     | США             | 2      | 1      | 2      | 5       |
| 3     | Румунія         | 2      | 1      | 1      | 4       |
| 4     | Японія          | 1      | 1      | 2      | 4       |
| 5     | Велика Британія | 1      | 1      | 0      | 2       |
| 6     | Австралія       | 0      | 2      | 1      | 3       |
| 7     | Болгарія        | 0      | 1      | 0      | 1       |
| 7     | Угорщина        | 0      | 1      | 0      | 1       |
| 7     | Нідерланди      | 0      | 1      | 0      | 1       |
| 7     | Швейцарія       | 0      | 1      | 0      | 1       |
| 11    | Росія           | 0      | 0      | 2      | 2       |
| 12    | Франція         | 0      | 0      | 1      | 1       |
| 12    | Ізраїль         | 0      | 0      | 1      | 1       |
| 12    | Італія          | 0      | 0      | 1      | 1       |
| 12    | Україна         | 0      | 0      | 1      | 1       |
| Разом | Разом           | 12     | 12     | 13     | 37      |

## Призери
| Дисципліна         | Золото                  | Срібло                | Бронза                                |
| ------------------ | ----------------------- | --------------------- | ------------------------------------- |
| Чоловіки           |                         |                       |                                       |
| Абсолютна першість | Кохей Утімура (JPN)     | Деніел Кітінгс (GBR)  | Юрій Рязанов (RUS)                    |
| Вільні вправи      | Маріан Драгулеску (ROU) | Цзоу Кай (CHN)        | Олександр Шатілов (ISR)               |
| Кінь               | Чжан Хонтао (CHN)       | Крістіан Беркі (HUN)  | Прашант Саллатурай (AUS)              |
| Кільця             | Янь Мін'юн (CHN)        | Йордан Йовчев (BUL)   | Олександр Воробйов (UKR)              |
| Опорний стрибок    | Маріан Драгулеску (ROU) | Флавіус Косці (ROU)   | Антон Голоцуцков (RUS)                |
| Бруси              | Ван Гуаньїн (CHN)       | Фен Чже (CHN)         | Кадзухіто Танака (JPN)                |
| Перекладина        | Цзоу Кай (CHN)          | Епке Зондерланд (NED) | Ігор Кассіна (ITA)                    |
| Жінки              |                         |                       |                                       |
| Абсолютна першість | Бріджет Слоун (USA)     | Ребекка Бросс (USA)   | Коко Цурумі (JPN)                     |
| Опорний стрибок    | Кайла Вільямс (USA)     | Аріелла Кеслін (SUI)  | Йона Дюфорне (FRA)                    |
| Різновисокі бруси  | Хе Кесінь (CHN)         | Коко Цурумі (JPN)     | Ана Порграс (ROM) Ребекка Бросс (USA) |
| Колода             | Ден Ліньлінь (CHN)      | Лорен Мітчелл (AUS)   | Івана Хон (USA)                       |
| Вільні вправи      | Бет Тведдл (GBR)        | Лорен Мітчелл (AUS)   | Суй Лу (CHN)                          |